# Oaddashamkielas
Oaddashamkielas är en kulle i Finland. Den ligger i Utsjoki kommun i landskapet Lappland, i den norra delen av landet, 1 100 km norr om huvudstaden Helsingfors. Toppen på Oaddashamkielas är 307 meter över havet.
Terrängen runt Oaddashamkielas är kuperad åt nordost, men åt sydväst är den platt.  Trakten runt Oaddashamkielas är nära nog obefolkad, med mindre än två invånare per kvadratkilometer. Närmaste större samhälle är Utsjoki by, 8,3 km nordost om Oaddashamkielas. Omgivningarna runt Oaddashamkielas är i huvudsak ett öppet busklandskap.